# Province de Holguín
La province de Holguín est une province de Cuba. Sa capitale est la ville de Holguín. Cette province contient une partie du Parque Nacional Alejandro de Humboldt.

## Histoire
Christophe Colomb débarqua dans ce qu'on pense aujourd'hui être la province de Holguín le 27 octobre 1492. Il déclara que c'était « le pays plus beau que l'homme n'avait jamais vu ».
La province de Holguín a été établie en 1978, lorsqu'elle a été séparée de la région d'Oriente.

## Personnalités
- Fulgencio Batista (1901-1973) : militaire et homme d'État.
- Fidel Castro ( 1926-2016) : avocat, révolutionnaire puis homme d'État.
- Raúl Castro (°1931) : révolutionnaire puis homme d'État.
- Juanita Castro (1933-2023), écrivaine et sœur de Fidel Castro.
- Calixto García (1839-1898) : patriote des guerres d'indépendance.
- Arnaldo Ochoa Sánchez (1930-1989) : militaire.

## Économie
Comme souvent à Cuba, l'économie de la province est basée autour de la canne à sucre, bien que les mines, le maïs et le café aient de l'importance dans la province.
Le tourisme a commencé récemment à titre expérimental par le gouvernement de Fidel Castro, et à Holguín il y a de nombreux hôtels dans la région de Guardalavaca. 

## Municipalités
La province est subdivisée en 14 municipalités :
1. Antilla (Antilla)
2. Báguanos (Báguanos)
3. Banes (Banes)
4. Cacocum (Cacocum)
5. Calixto García (Buenaventura)
6. Cueto (Cueto)
7. Frank País (Cayo Mambí)
8. Gibara (Gibara)
9. Holguín (Holguín)
10. Mayarí (Mayarí)
11. Moa (Moa)
12. Rafael Freyre (Rafael Freyre)
13. Sagua de Tánamo (Sagua de Tánamo)
14. Urbano Noris (Urbano Noris)